# بيتر وليامز (لاعب كريكت أسترالي)
بيتر وليامز (بالإنجليزية: Peter Williams)‏ (2 فبراير 1942 بملبورن في أستراليا - ) هو لاعب كريكت أسترالي. لعب مع فريق فكتوريا للكريكت.

## وصلات خارجية
- بيتر وليامز (لاعب كريكت أسترالي) على موقع إي آس بي آن كريك إنفو (الإنجليزية)